# Бориско Юлія Анатоліївна
Юлія Анатоліївна Бориско (нар. 28 листопада 1978, м. Львів, Україна) — українська телеведуча, журналістка.

## Життєпис
Народилася 28 листопада 1978 року у Львові. 
Закінчила Львівську середню школу № 4 з поглибленим вивченням англійської мови (тепер Львівська лінгвістична гімназія) та університет (тепер Львівський національний університет імені Івана Франка).
Одружена з Романом Вибрановським. Діти: донька Соломія (нар. 2003), син Марко (нар. 2006).

## Діяльність
Працювала:
- журналісткою ТРК «Експрес-Інформ» (2000—2001);
- журналісткою ТСН та ведучою «Сніданку з 1+1» на телеканалі «1+1» (2001—2004)[1];
- ведучою ранкових «Фактів» на телеканалі ICTV (2005);
- ведучою «Новин» на «Першому національному» (2005—2008);
- ведучою вечірнього випуску ТСН (жовтень 2008[2] — 7 вересня 2020[3]).

З 2000 року проживає у Києві.
За версією журналу «Фокус», посідає 22 місце у рейтингу найбільш успішних телевізійних ведучих України. Вегетаріанка.
З 2020 веде Ютуб-канал "Жовті Кеди з Юлією Бориско" 

## Нагороди та відзнаки
- Лауреатка «Людина року — 2012»[6]